# 入谷
入谷（日语：／ Iriya */?）是東京都台東區的地名。現行行政地名是入谷一丁目與二丁目。郵遞區號為110-0013。

## 地理
位於台東區北部，屬下谷地域。北臨龍泉 (台東區)，東接千束，南連松谷，西南通北上野，西接下谷。

### 廣域地名
包含舊東京市下谷區下谷入谷町、之後的入谷町的地區，也指東京地下鐵入谷站周邊的入谷地區。

## 歷史
屬豐島郡坂本村，江戶時代沒有正式行政地名。入谷一帶原為千束池，戰國時代填埋後開始開墾。寺院建立後開始發展，以陶器入谷土器聞名。江戶時代末期至明治時代牽牛花（朝顔）栽培興盛，入谷朝顔市遠近馳名。
另外，稱為「可怕的鬼子母神」的入谷鬼子母神也在舊入谷町內（現在的下谷）。
舊入谷町包含了入谷、北上野、下谷（坂本）、龍泉、松谷等地區。

### 地名由來
坂本村一帶俗稱「入谷田圃」。入谷則意為海水侵入的山谷。

## 備註
1. ↑  住民基本台帳による町丁名別世帯人口数 平成２５年８月１日現在[永久]

## 交通
鐵路
- 東京地下鐵日比谷線○入谷站

## 外部連結
- 台東區光坊網站
- 入谷朝顔路 （页面存档备份，存于）